# San Andrés Mimiahuapan
San Andrés Mimiahuapan es una localidad del estado mexicano de Puebla. Es parte del municipio de Molcaxac.

## Demografía
| Censo | Población |
| ----- | --------- |
| 1900  | 689       |
| 1910  | 585       |
| 1921  | 547       |
| 1930  | 551       |
| 1940  | 704       |
| 1950  | 703       |
| 1960  | 866       |
| 1970  | 1119      |
| 1980  | 1094      |
| 1990  | 890       |
| 1995  | 800       |
| 2000  | 817       |
| 2005  | 673       |
| 2010  | 720       |
| 2020  | 764       |